# Weasels Ripped My Flesh
Weasels Ripped My Flesh je osmé studiové album americké experimentální rockové skupiny The Mothers of Invention, nahrané v letech 1967–1969 a vydané v roce 1970 u Bizarre/Reprise Records.

## Seznam skladeb
Všechny skladby napsal(i) Frank Zappa, pokud není uvedeno jinak. 
| Strana 1 | Strana 1                                                | Strana 1               | Strana 1 |
| Pořadí   | Název                                                   | Autor                  | Délka    |
| -------- | ------------------------------------------------------- | ---------------------- | -------- |
| 1.       | Didja Get Any Onya?                                     |                        | 3:42     |
| 2.       | Directly from My Heart to You                           | Richard Wayne Penniman | 5:16     |
| 3.       | Prelude to the Afternoon of a Sexually Aroused Gas Mask |                        | 3:47     |
| 4.       | Toads of the Short Forest                               |                        | 4:47     |
| 5.       | Get a Little                                            |                        | 2:31     |

| Strana 2 | Strana 2                                       | Strana 2 |
| Pořadí   | Název                                          | Délka    |
| -------- | ---------------------------------------------- | -------- |
| 1.       | The Eric Dolphy Memorial Barbecue              | 6:52     |
| 2.       | Dwarf Nebula Processional March & Dwarf Nebula | 2:12     |
| 3.       | My Guitar Wants to Kill Your Mama              | 3:32     |
| 4.       | Oh No                                          | 1:45     |
| 5.       | The Orange County Lumber Truck                 | 3:21     |
| 6.       | Weasels Ripped My Flesh                        | 2:08     |

## Sestava
- Frank Zappa – sólová kytara, zpěv
- Jimmy Carl Black – bicí
- Ray Collins – zpěv
- Roy Estrada – basová kytara, zpěv
- Bunk Gardner – tenor saxofon
- Lowell George – rytmická kytara, zpěv
- Don „Sugarcane“ Harris – elektrické housle, zpěv
- Don Preston – varhany, elektronické efekty
- Buzz Gardner – trubka, křídlovka
- Motorhead Sherwood – baryton saxofon
- Art Tripp – bicí
- Ian Underwood – alt saxofon